# Madargue
Le madargue, ou côtes-d'auvergne Madargue, est un vin portant le nom d'une des dénominations de l'appellation d'origine contrôlée côtes-d'auvergne,.
Ce vin est produit dans le pays riomois, en Auvergne, c'est-à-dire à Riom et ses proches alentours (département du Puy-de-Dôme).

## Description
L'aire de production correspond à un terroir de 12 hectares, le deuxième plus petit des cinq côtes-d'auvergne, les autres étant, du nord au sud : Châteaugay (64ha), Chanturgue (6 ha), Corent (32 ha), et Boudes (45 ha). Il est situé au nord-ouest de Riom, sur des terrains argilo-calcaires.
La production comprend des vins rouges, rosés et blancs. Pour les rouges et rosés, le cépage principal est le gamay et en cépage secondaire on trouve le pinot noir. Pour les blancs, le cépage est le chardonnay.
Les vins côtes-d'Auvergne font partie de la région du vignoble de la vallée de la Loire.